# John Vanderaart
J.L.M. (John) Vanderaart (Amsterdam, 18 november 1962) (ook bekend als Doctor John of DRJ) is een Nederlands gamesontwikkelaar en schrijver.

## Loopbaan
Vanderaart studeerde informatica in Leiden. In de jaren '80 kreeg hij bekendheid vanwege zijn computerspellen voor homecomputers zoals de Commodore 64, Sinclair ZX Spectrum en de MSX computers. Hij schreef met name educatieve software, actiespellen en adventurespellen. Zijn eerste spellen bracht hij uit voor het Nederlandse softwarehuis Radarsoft, dat hij met enkele studiegenoten oprichtte. Hij was een van de eerste Nederlanders die zijn brood kon verdienen met het maken van computerspellen. Een aantal spellen van Radarsoft werden ook in het buitenland uitgegeven. Na het uitbrengen van het spel Hopeloos stopte hij in 1986 bij Radarsoft, omdat hij de strategie te commercieel vond en het jammer vond dat het niet meer om de computerspellen zelf ging.
Na het gamestijdperk begon hij zich te specialiseren in netwerktechnologie. In 1995 maakte hij nog BASIC-listings voor het blad Eigen PC. Daarnaast schreef hij voor Lan Magazine en Linux Magazine. Hij verzorgde onder de naam FAQman een rubriek in het tweewekelijkse tijdschrift Computer Idee en is medewerker van PC-Active. Ook schreef hij diverse boeken over computertechnologie en was hij op TV te zien tijdens de Teleac/NOT-cursus PC4U.
Tegenwoordig geeft hij advies en doet hij aan troubleshooting met zijn eigen consultancybedrijf.

## Enkele spellen
- 1984 - Space Mates
- 1984 - Topografie Wereld (samen met Cees Kramer)
- 1985 - De Sekte
- 1985 - Eindeloos (samen met Cees Kramer)
- 1985 - Nachtwacht (samen met Cees Kramer)
- 1986 - Hopeloos
- 1986 - Noach 3000 (Dossier Commodore)
- 1987 - Zone VII: Part II
- 1988 - Horror Hotel (heruitgave)
- 1992 - Last in Amsterdam (heruitgave)

## Enkele boeken
- Machinetaal voor MSX-computers, 1987, ISBN 90-201-1999-0
- AmigaDOS, 1989, ISBN 90-6789-128-2
- Het Amiga handboek, 1989, ISBN 90-6789-114-2
- Het MIDI handboek, 1990, ISBN 90-6789-144-4
- WordPerfect 5.1 toolkit, 1991
- Oplossingen voor Novell netwerken, 1992, ISBN 90-70829-28-2
- 97 tips voor Office 97, 1999, ISBN 90-70829-77-0
- Digitale Fotografie, 2004, ISBN 9789059400979
- Senioren Megatips + DVD, 2004, ISBN 9789059401389
- Werken met het Windows-register, 2005, ISBN 9789059401570
- Leer jezelf Makkelijk een eigen webserver inrichten, 2006, ISBN 9789059402089
- Leer jezelf snel een draadloos Wifi-netwerk opzetten, 2006, ISBN 9789059402072
- Draadloze Thuisnetwerken, 2007, ISBN 9789059402683
- MyStudy kant-en-klare Joomla ! toepassingen, 2007, ISBN 9789059402799
- De Windows XP en Vista helpdesk, 2008, ISBN 9789059403765
- Thuisnetwerken met Windows 7, 2010, ISBN 9789059404632
- Windows 8.1, 2014, ISBN 9789059406940